# Elecciones para Jefe de Estado de Costa Rica de 1833
En las elecciones de Jefe de Estado de Costa Rica de 1833 Manuel Aguilar Chacón, apoyado por grupos de liberales de San José y Alajuela, obtiene 21 votos electorales emitidos por los electores de segundo grado que fueron designados en las elecciones generales de primer grado previas. No obstante el mínimo necesario para ganar eran 22 votos por lo que se declaró la elección nula y, según la Constitución, correspondería al Parlamento, entonces denominado Congreso Constitucional, escoger al Jefe de Estado el cual escogió a José Rafael de Gallegos y Alvarado.